# Atheta occidentalis
Atheta occidentalis är en skalbaggsart som beskrevs av Max Bernhauer 1906. Atheta occidentalis ingår i släktet Atheta och familjen kortvingar. Inga underarter finns listade i Catalogue of Life.